# سیدار فیر
سیدار فیر (انگلیسی: Cedar Fair) شرکت سرگرمی آمریکایی است، که در سال ۱۹۸۳ تأسیس شد.